# 盧諶
盧 諶（ろ しん、285年 - 351年）は、西晋から五胡十六国時代にかけての人物。字は子諒。高祖父は後漢の儒学者盧植。曾祖父は魏の司空盧毓。祖父は西晋の衛尉卿盧珽。父は西晋の尚書、前趙の東宮太師盧志。本貫は范陽郡涿県（現在の河北省保定市涿州市）。

## 生涯
盧志の長子として生まれた。盧諶は名家の子であり、若い頃から名声を博し、才は高く行いは潔く、当世において推される所となった。
明晰・敏捷にして合理的な思考を持ち合わせていたという。また老荘思想を好み、当人も文章の才があった。
武帝司馬炎の娘である滎陽公主を娶り、駙馬都尉を拝命したが、婚儀が済まされる前に公主は亡くなった。
後に幽州から秀才に挙げられ、太尉掾に任じられた。
311年6月、漢（前趙）軍の攻勢により、洛陽が陥落した（永嘉の乱）。盧諶は父の盧志に従い、漢へ抗戦を続けていた并州刺史劉琨を頼り、陽邑に至った。
312年8月、漢の河間王劉易・河内王劉粲・中山王劉曜らが劉琨の守る晋陽へ侵攻すると、劉琨は張喬に防戦させたが返り討ちに遭い、太原郡太守高喬らは晋陽ごと劉粲に降伏した。盧諶は劉粲に捕らわれて捕虜となり、劉粲に取り立てられて晋陽に留まり、参軍に任じられた。10月、劉琨は敗残兵をかき集めて代王拓跋猗盧と共に劉粲を攻めると、劉粲は晋陽を放棄して逃走した。11月、こうして盧諶は再び劉琨の下に帰順する事が出来たが、父の盧志を始めとした一族は既に平陽に送られており、盧諶が裏切った事により尽く漢帝劉聡に殺害された。
315年2月、劉琨が司空となると、盧諶はその主薄に任じられた。後に従事中郎に移った。劉琨の妻は盧諶の従母に当たる人物であったので、盧諶は大いに親愛を加えられ、またその才能と家柄により重んじられた。
316年12月、并州司空長史李弘が反乱を起こし、并州ごと漢の征東大将軍石勒に降伏した。その為、劉琨は幽州を領有する段部の段匹磾の下へ帰順すると、盧諶もまた劉琨に従って段匹磾に投じ、別駕に任じられた。
318年5月、段匹磾が劉琨を殺害すると、盧諶は難を逃れる為、劉琨の旧臣である崔悦らと共に残った兵を率いて逃亡した。当初は東晋へ逃れようと考えたが、南路は断絶していた。この時、段匹磾と対立していた段末波が遼西に割拠していたので、盧諶は彼の下へ帰順した。当時、劉琨の子の劉羣もまた段末波の下に身を寄せており、盧諶らは彼を主に立てた。
同年、段末波は江東へ使者を派遣した。この時、盧諶もまた上表文を送って劉琨の名誉回復を請うた（東晋は段匹磾を支援していたので、劉琨の喪を発しなかった）。その文旨は甚だ切実であったので、数年後にその要求は叶えられ、劉琨には弔祭が加えられて太尉・侍中の官位が追贈され、愍という諡号を与えられた。
東晋朝廷は幾度も盧諶を招聘して散騎中書侍郎に任じたが、段末波に留められていたので、南へ渡る事は出来なかった。
325年12月、段遼が位を継ぐと、盧諶は右長史に取り立てられた。
338年3月、後趙軍が総勢12万の兵で段部へ襲来すると、段部勢力下の漁陽郡・上谷郡・代郡といった諸太守は相継いで降伏し、瞬く間に40を超える城が陥落した。段遼が密雲山へ逃走すると、盧諶は劉羣・崔悦らと共に府庫を封じてから後趙に降伏した。5月、後趙君主石虎が鄴に帰還すると、中書侍郎に任じられた。その後も重用され、国子祭酒・常侍・侍中を歴任した。
343年、中謁者令申扁は石虎や天王太子石宣から寵愛を受け、朝政の実権を握っていた。その為、彼の権勢は大いに高まり、九卿以下はみな彼に媚び諂ったが、盧諶や侍中鄭系・王謨・崔約ら10人余りだけは対等な関係を崩さなかったという。
盧諶は石氏の下で要職に就いてはいたが、いつもこれを屈辱に思っていたという。その為、常々諸子へ向かって「我が身が没した後は、ただ晋の司空従事中郎のみを称するように。」と述べていた。
349年11月、石鑑が即位すると、中書監に任じられた。
350年1月、冉閔が後趙の皇族を虐殺して魏国を興すと、引き続き中書監に任じられた。
11月、冉閔が10万の兵を率いて後趙皇帝石祗の守る襄国へ侵攻すると、盧諶はこれに従軍した。
351年3月、冉閔は百日余りに渡って襄国を包囲したが、救援に到来した前燕の禦難将軍悦綰・姚弋仲の子姚襄・後趙の相国石琨らから挟撃を受けて大敗を喫した。これにより冉魏軍は壊滅し、盧諶もまた戦乱の中で命を落とした。享年67。
盧諶はその生涯で『祭法』を撰し、また『荘子』に注をつけた。その文は集められ、みな世に広まったという。

## 評価
盧諶は崔悦と並んで博学多芸として名を馳せた。盧諶は鍾繇の法に従い、崔悦は衛瓘の法に従い、共に索靖の草書を学んだ。これにより、書の精妙さは極まったという。北魏初頭においてもこれに替わる者はいなかったので、盧諶・崔悦の書は大いに重んじられたという。

## 逸話
- ある時、劉琨は五言詩を作り、盧諶に送った。劉琨が詩に込めた思いはただならぬものがあり、その憤りを伝えていた。遠く張陳（張良と陳平）に想いを馳せ、鴻門・白登に感じ入り、激しく誠実にそれを伝えた。盧諶は奇略のない人物であり、いつも詩歌のやり取りしていた劉琨とは気が合わなかった。だが、劉琨がこの詩を贈るに及んで重んじるようになり、劉琨へ書を送り「前篇にある帝王の大志は、ただの人臣が言える内容ではないな」と感嘆した。

## 子孫

### 子
- 盧勗 - 盧諶が殺害されると、長江を渡って東晋に帰順した。
- 盧凝
- 盧融
- 盧偃 - 慕容氏に仕え、官位は営丘郡太守に至った。
- 盧徴

### 孫
- 盧邈 - 盧偃の子。慕容氏に仕え、官位は范陽郡太守に至った。
- 盧嘏 - 盧勗の子。子の盧循が反乱を起こすも失敗すると、連座により誅殺された。

### 曾孫
- 盧玄 - 盧邈の子。北魏に仕え、後に宋に出仕した。
- 盧溥 - 盧勗の孫。盧玄の従祖兄。後燕の永康末年に乱を為した。
- 盧循 - 盧嘏の子。東晋末年に孫恩と共に呉会の地において蜂起した（盧循の乱）。